# عنصر تسخين

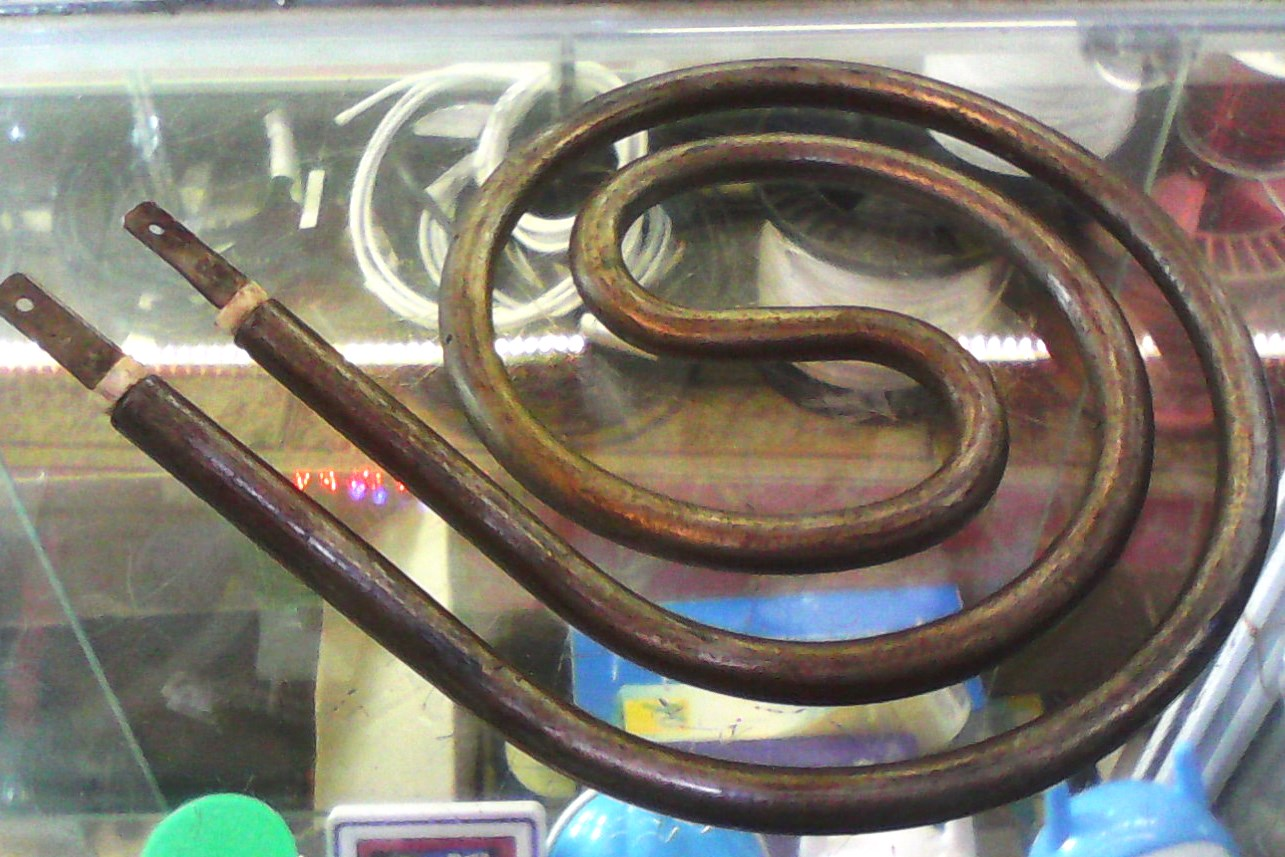

يحول عنصر التسخين الطاقة الكهربائية إلى حرارة في عملية تسخين جول (أثر جول الحراري). يلاقي تيار الكهرباء المار في العنصر مقاومة كهربائية، تسبب تسخين العنصر. على عكس أثر بيلتييه، فهذه العملية غير متعلقة باتجاه التيار.

## أنواع عناصر التسخين

### المعدن
سلك المقاومة: يمكن لعناصر التسخين المعدنية القاومة أن تكون مصنوعًا من أسلاك أو شرائط، ويمكن أن تكون مستوية أو ملتفة. تستخدم في أجهزة التسخين الشائعة كمحمصات الخبز ومجففات الشعر، وأفران التسخين الصناعي، وتدفئة الأرضيات، والتدفئة السقفية، وتدفئة الممرات لإذابة الثلوج، والمجففات، ...إلخ. أكثر أصناف المواد شيوعًا في الاستخدام هي:
- نيكروم: معظم عناصر التسخين السلكية المقاومة تستخدم أسلاكًا أو أشرطة أو شرطانًا النيكروم 80/20 (80% نيكل و20% كروم). النيكروم 80/20 مادة مثالية؛ لأن مقاومتها مرتفعة نسبيًّا وتشكل طبقة سطحية ملاصقة من أكسيد الكروم عندما تسخن لأول مرة. المادة تحت الطبقة لا تتأكسد، ما يمنع بقية السلك من الانكسار أو الاحتراق.
- أسلاك الكانثال (FeCrAl)
- سبائك النحاس-نيكل (CuNi) للتسخين بدرجات حرارة منخفضة
- الرقائق المعدنية المحفورة: عناصر التسخين المصنوعة من الرقائق المعدنية المحفورة تصنع عادةً من نفس الخلائط المعدنية التي تستخدم في عناصر الأسلاك المقاومة، ولكنها تنتج بعملية حفر ضوئي تشغيلية تبدأ برقاقة مستمرة من الصفائح المعدنية وتنتهي بنمط مقاومة معقد. يشيع استخدام هذه العناصر في تطبيقات التسخين الدقيق كالتحليلات الطبية ومجال الفضاء.

### السيراميك وأنصاف النواقل
- ثنائي سيليكات الموليبدينوم (MoSi2) مركب سبيكي (بين معدني)، سيليكات الموليبدينوم مركب سيراميكي صلب يستخدم بشكل رئيسي في عناصر التسخين. له كثافة متوسطة، ودرجة انصهاره 2030 درجة مئوية (3686 درجة فهرنهايت) وهو موصل كهربائي. يشكل عند درجات الحرارة المرتفعة طبقة تخميل من ثاني أكسيد السيليكون، تحميه من ازدياد الأكسدة. يشمل مجال استخدامه صناعة الزجاج، وتلبيد السيراميك، وأفران المعالجة الحرارية، وأفران الانتشار التي تستخدم أصناف النواقل.
- كبيد السيليكون
- العناصر السيراميكية لمعامل درجة الحرارة: تنسب تسمية مواد معامل درجة الحرارة السيراميكية إلى معاملها الحراري الموجب للمقاومة الكهربائية (أي أن مقاومتها الكهربائية تزداد بالتسخين). في حين لمعظم أنواع السيراميك معامل سالب، فهذه المواد (غالبًا مركبات تيتانات الباريوم وتيتانات الرصاص) لها استجابة حرارية شديدة عدم الخطية، بحيث تزداد مقاومتها بسرعة شديدة بعد درجة حرارة عتبة لا تتعلق بالتركيب، يؤدي هذا السلوك بالمادة إلى أداء دور منظم حرارة (ترموستات) لنفسها، بما أن التيار يمر عندما تكون باردة، ولا يمر عندما تكون ساخنة. تستخدم أغشية رقيقة من هذه المادة في سخانات إذابة الجليد في النوافذ الخلفية للسيارات، وتستخدم عناصر بشكل خلية النحل في مجففات الشعر غالية الثمن والمدافئ المنزلية.

- تستخدم سخانات هالوجين الكوارتز لتوفير التسخين والتبريد الإشعاعيين.[1][2][3]

### مسخنات الأغشية السميكة
مسخنات الأغشية السميكة نوع من المسخنات المقاومة التي يمكن طباعتها على ركيزة رقيقة. لمسخنات الأغشية السميكة عدة مزايا عن العناصر الحرارية التقليدية ذوات الأغلفة المعدنية. بشكل عام تتصف عناصر الأغشية السميكة بانخفاض معامل الشكل فيها، وبجودة انتظام درجات الحرارة فيها، وبسرعة استجابتها الحرارية بسبب انخفاض كتلتها الحرارية، وبانخفاض استهلاكها للطاقة، وبكثافتها الطاقية المرتفعة، وباتساع نطاق توافقيتها الكمونية. عادةً، تطبع مسخنات الأغشية السميكة على ركائز مسطحة، وعلى أنابيب في أنماط مسخنات مختلفة. يمكن لهذه المسخنات الوصول إلى كثافات طاقية قد تبلغ 100 واط/سم2 حسب ظروف انتقال الحرارة. يمكن تخصيص أنماط مسخنات الأغشية السميكة تخصيصًا مفصلًا بناءً على مقاومة صفيحة معجونة المقاومة المطبوعة.
يمكن لهذه المسخنات أن تطبع على أنواع عديدة من الركائز بما فيها المعدنية والسيراميكية والزجاجية والبوليمرية باستخدام معاجين أغشية سميكة من المعادن/الخلائط المعدنية. أكثر الركائز استخدامًا لطباعة مسخنات الأغشية السميكة هي الألمنيوم 6061-تي6، والفولاذ غير القابل للصدأ وصفائح الميكا من نوع المسكوفيت أو الفلوجوبايت. تتراوح تطبيقات هذه المسخنات ومواصفاتها التشغيلية بشدة حسب مواد الركائز المستخدمة. يعزى هذا بشكل أساسي إلى الخواص الحرارية لركيزة المسخن.
هناك عدة تطبيقات شائعة لمسخنات الأغشية السميكة. يمكن أن تستخدم في صاج المعجنات، أو سخانات الوافل، أو المرطبات، أو في المسخنات الكهربائية التي تكون في سقف الفرن، أو في سخانات الشاي، أو أجهزة التجليد الحراري، أو معدات التسخين المختبرية، أو مجففات الثياب، أو مسخنات الألواح، أو في أجهزة إذابة الجليد، أو أجهزة إزالة الضباب، أو صواني التدفئة، أو المرايا الجانبية للسيارات، أو إذابة جليد البرادات، أو المبادلات الحرارية ...إلخ.
في معظم التطبيقات يكون الأداء الحراري وتوزع درجات الحرارة المؤشرين التصميميين الأساسيين. لتجنب أي تركيزات للحرارة (بقع ساخنة) أو الحفاظ على انتظام توزع درجة الحرارة على الركيزة، فإن تصميم الدارة يمكن أن يحسن بتغيير الكثافة الطاقية المحلية لدارة المقاومة. يساعد تحسين تصميم المسخن في التحكم بخرج المسخن وتعديل درجات الحرارة المحلية على امتداد ركيزة المسخن. في الحالات التي يطلب فيها منطقتان تسخين أو أكثر باستطاعات خرج مختلفة ضمن منطقة صغيرة نسبيًّا، يمكن تصميم مسخن غشاء سميك لتحقيق نمط تسخين مناطقي على ركيزة واحدة.
يمكن أن تصنف معظم مسخنات الأغشية السميكة ضمن تصنيفين فرعيين: ذات معامل درجة حرارة سالب، أو ذات معامل درجة حرارة موجب، حسب أثر ازدياد درجة الحرارة على مقاومة العنصر. تتصف المسخنات ذات المعامل السالب لدرجة الحرارة بتناقص مقاومتها مع ازدياد درجة الحرارة ولها بالتالي استطاعة خرج أعلى عند درجات حرارة أعلى لأجل فرق الكمون المعطى نفسه. تتصرف المسخنات ذات المعامل الموجب لدرجة الحرارة بطريقة معاكسة مع ازدياد المقاومة وتخفيض استطاعة التسخين عند درجات الحرارة المرتفعة. هذه الصفة للمسخنات ذات المعامل الموجب لدرجة الحرارة تجعلها ذاتية التنظيم أيضًا، إذ تشبع استطاعة خرجها عند درجة حرارة ثابتة. من جهة أخرى تتطلب المسخنات ذات المعامل السالب لدرجة الحرارة عادةً منظم حرارة أو مزدوجة حرارية للتحكم بمصرف المسخن. تستخدم هذه المسخنات في تطبيقات تتطلب إقلاعًا سريعًا لدرجة حرارة المسخن إلى نقطة محددة مسبقًا لأنها تعمل عادةً بشكل أسرع من المسخنات ذات المعامل السالب لدرجة الحرارة.

### عناصر التسخين البوليمرية ذات المعامل السالب لدرجة الحرارة
يمكن أن تصنع المسخنات التي تعمل بالمقاومة من مواد مطاطية ذات معامل سالب لدرجة الحرارة تزداد فيها المقاومة بشكل أسي مع ازدياد درجة الحرارة. هكذا مسخنات تنتج استطاعة كبيرة عندما تكون باردة، وتسخن نفسها بسرعة إلى درجة حرارة ثابتة. بسبب ازدياد المقاومة بشكل أسي؛ لا يمكن أبدًا للمسخن أن يسخن نفسه إلى درجة حرارة أعلى من درجة الحرارة الثابتة هذه. فوق درجة الحرارة هذه، يتصرف المطاط كعازل كهربائي. يمكن اختيار درجة الحرارة أثناء إنتاج المطاط. تتراوح درجات الحرارة المستخدمة عادةً بين 0 و80 درجة مئوية (32 و176 درجة فهرنهايت).
إن عنصر التسخين هذا مسخن ذاتي التنظيم ومسخن ذو حد ذاتي عند نقطة معينة. ذاتي التنظيم يعني أن كل نفطة من المسخن تحافظ بشكل مستقل على درجة حرارة ثابتة دون الحاجة إلى أجهزة تنظيم إلكترونية. ذو حد ذاتي يعني أن المسخن لا يمكنه تجاوز درجة حرارة معينة في أي نقطة ولا يتطلب أي حماية ضد التسخين الزائد.